# آمی‌دفرین
آمی‌دفرین (انگلیسی: Amidephrine) یک آگونیست گیرنده سولفونامید α1-آدرنرژیک است.